# Leptomonas
Leptomonas — рід одноклітинних родини трипаносоматид (Trypanosomatidae) класу кінетопластид (Kinetoplastida).

## Опис
Паразити безхребетних (комах, нематод, молюсків і коловерток) і, можливо, деяких хребетних. У Leptomonas відомі дві життєві форми: амастиготи і промастиготи.

## Види
Рід включає 13 визнаних видів:
- Leptomonas agilis Chatton, 1909[1]
- Leptomonas buetschlii W.S.Kent[1]
- Leptomonas ciliatorum H.-D.Görtz & J.Dieckmann, 1987[1]
- Leptomonas costoris Wallace, Todd & Rogers, 1965[1]
- Leptomonas davidi Lafont, 1909[1]
- Leptomonas karyophila Gillies & Hanson[2]
- Leptomonas lata Skvortzov, 1957[1]
- Leptomonas leptoglossi Hanson & McGhee, 1961[1]
- Leptomonas lunulata Massart[2]
- Leptomonas mesnili Roubaud, 1908[1]
- Leptomonas pangoniae Rodhain, Pons, Vandenbranden & Bequaert, 1912[1]
- Leptomonas pisciformis Skvortzov, 1957[1]
- Leptomonas soudanensis Roubaud, 1908[1]